# William Hamilton (parlementaire)
Pour les articles homonymes, voir William Hamilton et Hamilton.
William Hamilton (v. 1706 - 11 juillet 1734) est député de Lanarkshire.

## Biographie
Il est le deuxième enfant de James Hamilton (4e duc de Hamilton) et de sa deuxième épouse, Elizabeth  Gerard. Lorsque le 4e duc mourut en duel, son frère aîné, James accède au duché et devient le chef du parti jacobite en Écosse. En 1726, il semblerait que Lord William reçoive une troupe de cavaliers lorsque le roi George Ier rappelle le duc de Hamilton de Rome, où il voit le vieux prétendant.

## Mariage

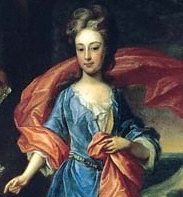
Lady William Hamilton

Au début de 1733, la comtesse de Hertford, déjà mariée, se passionne pour Lord William et lui adresse un poème d'amour, mais il ne répond jamais. Au lieu de cela, Mary Wortley Montagu et la baronne De La Warr conspirent pour écrire un poème en son nom pour rejeter Lady Hertford. En mai de la même année, il s’enfuit avec la belle mais appauvrie Frances Hawes, fille d’un courtier en valeurs mobilières qui a perdu toute sa fortune à cause de l’Acte des victimes des mers du Sud de 1721 à l'insu du duc après avoir été amenée à croire qu'il épousait une héritière. Le couple s'empresse de consommer le mariage pour le rendre juridiquement contraignant, craignant que son père n'essaye de le faire annuler et il s'avère que ce serait un mariage d'amour. Lord William est nommé vice-chambellan de la reine Caroline d'Ansbach la même année. En tant que deuxième fils, il est suffisamment pauvre pour que la reine Caroline se réfère à lui et à sa femme comme "de beaux mendiants". Le couple a un enfant mort-né.
Lord William retourne dans le Lanarkshire pour représenter les intérêts de son frère aîné et devient député le 16 mai 1734 succédant à son oncle Archibald Hamilton. Il tombe malade en juin et meurt à son domicile à Pall Mall, le 11 juillet. Sa veuve subit rapidement des pressions pour se remarier et devient vicomtesse Vane. Dans ses mémoires scandaleuses, elle décrit son chagrin après la perte de son premier mari, qui est ridiculisé par Horace Walpole.